# Suze Sanders
Suze Sanders (Goes, 1953), pseudoniem van Albertien Klunder-Hof, is een Drentstalige dichteres die ook publiceert in het Nederlands.
In 1991 ontving ze de aanmoedigingsprijs Reyer Onno van Ettingenpries.

## Levensloop
Sanders' ouders zijn afkomstig uit Drenthe: Westdorp en Grolloo. Zelf wordt ze geboren in Goes, in het jaar 1953. In 1955 verhuist het gezin naar Rotterdam en drie jaar daarna naar Pijnacker.
Na de HBS-A doet Sanders één jaar Pedagogische Academie en daarna de Schoevers-opleiding tot directiesecretaresse. Ze werkte een jaar in Rotterdam, vervolgens een jaar in Oslo en keerde terug naar Nederland om in Groningen Noorse taal- en letterkunde te studeren aan de RuG. Hier studeerde ze af in 1989. Suze Sanders woont in de stad Groningen.
Suze Sanders is gehuwd, heeft twee kinderen.

## Werk
Na het volgen van de spellingscursus Drents via Radio Noord, begon ze met het schrijven van gedichten in het Drents. In 1986 werden de eerste gedichten gepubliceerd in Roet, het Drents Letterkundig tiedschrift.
Ze debuteerde in 1992 met de Drentstalige dichtbundel As langs de muren d'aovend slöp. Tot nu toe verschenen vijf dichtbundels bij Het Drentse Boek in Beilen.
Suze Sanders schrijft ook gedichten voor kinderen en schrijft en bewerkt liedteksten. Daarnaast vertaalt zij poëzie uit het Noors. Zij vertaalde het toneelstuk Et Dukkehjem van Henrik Ibsen in het Drents.